# Fshat Tropojë
Fshat Tropojë là một xã trong quận Tropojë thuộc hạt Kukës, Albania. Dân số năm 2005 là 5430 người.